# Joachim Jungius

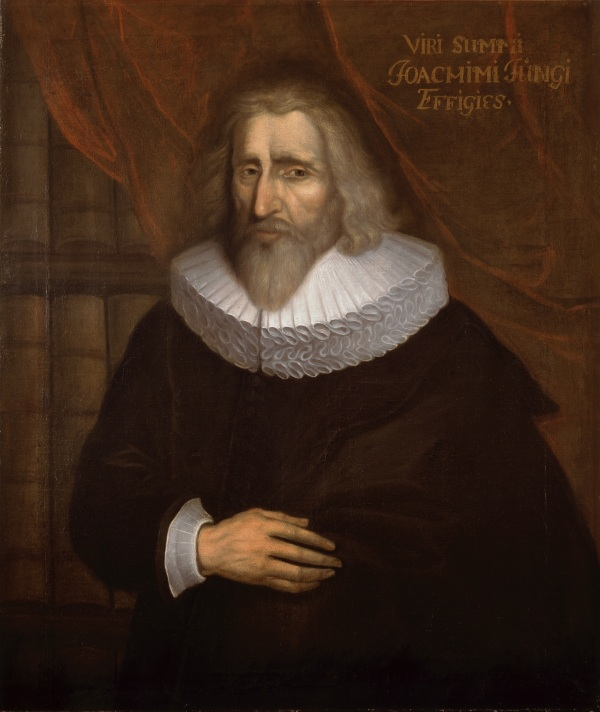
Joachim Jungius

Joachim Jungius (eigentlich Joachim Junge; * 22. Oktober 1587 in Lübeck; † 23. September 1657 in Hamburg) war ein deutscher Mathematiker, Physiker und Philosoph.

## Leben
Jungius war der Sohn des Nikolaus Jungius, einem Lehrer des Katharineum zu Lübeck und Brigitta Jungius (geb. Hollmann), Tochter des Pastors der Kathedralkirche von Lübeck. Er verlor seinen Vater wegen eines durch eine nächtliche Verwechslung hervorgerufenen Totschlags bereits im Jahr 1589. Seine Mutter ließ ihn in den 1590er Jahren im Katharineum zu Lübeck ausbilden. Joachim Jungius absolvierte seine Schulausbildung unter dem Rektor Otto Walper (Gualtperius). Es ist überliefert worden, dass Jungius einen Sophismus aus der Abhandlung “Institutiones dialecticae” des Pedro da Fonseca mit dem Rektor diskutierte, der in der Folge seine ursprünglich fehlerhafte Einordnung des Sophismus als Fehlschluss vor allen Schülern korrigierte. Danach studierte Jungius Metaphysik, zunächst von 1606 bis 1608 an der Universität Rostock, danach in Gießen. 1609 erhielt er dort eine Professur für Mathematik, die er bis 1614 innehatte. 1616 kehrte er nach Rostock zurück, um ein Medizinstudium aufzunehmen, das er schließlich 1619 an der Universität Padua abschloss.
Von 1624 bis 1625 und erneut von 1626 bis 1628 wirkte er an der Universität Rostock als Mathematikprofessor, dazwischen kurz an der Academia Julia in Helmstedt als Professor für Medizin. 1629 schließlich zog er nach Hamburg und wurde dort Professor für Naturwissenschaften. Dort übernahm Jungius auch das Rektorat des Johanneums, einer Lateinschule, und des unter demselben Dach untergebrachten Akademischen Gymnasiums.

## Wirken
In Rostock gründete Joachim Jungius 1622 die erste naturwissenschaftliche Gesellschaft nördlich der Alpen, die Societas ereunetica sive zetetica.
Er beschäftigte sich mit der Atomistik und trug zur Begründung der Chemie als Naturwissenschaft bei.
Joachim Jungius verwarf in seiner 1630 verfassten und 1662 publizierten Dissertation Doxoscopiae Physicae Minores die vier Elemente des Altertums (Feuer, Erde, Luft und Wasser) und die drei der Alchemie (Quecksilber, Schwefel, Salz). Ebenso verwarf er die Idee der Alchemisten, Gold durch Umwandlung der Metalle zu gewinnen. Chemische Elemente seien einheitliche, nicht weiter zerlegbare Stoffe.
Im Jahr 2023 veröffentlichte der Mathematikhistoriker Michael Friedman die englische Übersetzung und mathematische Analyse der bis dahin unveröffentlichten Schrift Texturæ Contemplatio aus dem Nachlass Joachim Jungius', die sich mit dem Weben, Stricken und anderen Techniken der Textilherstellung befasst. Jungius versuchte in diesem Werk die Techniken der Textilherstellung in einem wissenschaftlichen und mathematischen Kontext darzustellen.
Sein wohl wichtigstes und bekanntestes Werk Logica Hamburgensis (1638) ist ein Lehrbuch, das über ein halbes Jahrhundert lang als Standardwerk zum Unterricht der Logik in Hamburger Hochschulen Verwendung fand. Darüber hinaus wurde es stark von Gottfried Wilhelm Leibniz rezipiert. Leibniz hob Joachim Jungius wiederholt unter seinen Vorbildern hervor und nannte ihn etwa in einer Reihe mit Aristoteles und Descartes. Jungius' Logica Hamburgensis gehörte aus diesem Grund zu den Schriften, die die bis in das 19. Jahrhundert vorherrschende Begriffslogik etablierten.
Der Nachweis, dass die Kettenlinie keine Parabel ist, wie bis dahin unter anderem von Galileo Galilei angenommen, wurde 1639 von ihm erbracht.

## Nachwirken
In seinem Testament stiftete Jungius ein Stipendium für Studierende der Mathematik und Philosophie. Jährlich erhielten dieses Stipendium sechs Studierende, die dafür seine hinterlassenen Manuskripte ordnen und vervollständigen sollten.
Sein handschriftlicher Nachlass befindet sich in der Staats- und Universitätsbibliothek Hamburg und wurde bis 2015 digitalisiert. Weitere Autographen werden unter anderem in der Gottfried Wilhelm Leibniz Bibliothek in Hannover und der Universitätsbibliothek Rostock verwahrt.

## Ehrungen
Seit 1898 erinnert die Jungiusstraße im Hamburger Stadtteil Neustadt an den Gelehrten. Die 1947 gegründete und bis 2006 bestehende Joachim-Jungius-Gesellschaft der Wissenschaften wurde nach ihm benannt.

## Schriften (Auswahl)

### Originalausgaben
- Geometria Empirica. Typis Haeredu[m] Richelianorum, Rostock 1627 (Digitalisat)
- Logica Hamburgensis. Offerman, Hamburg 1638 (Digitalisat; beschäftigt sich mit der Erneuerung der Logik).

postum
- Doxoscopiae physicae minores. Hamburg 1662 – herausgegeben von Martin Fogel.
  - 2. Auflage: Praecipuae opiniones physicae. Hamburg 1679 (Digitalisat).
- Isagoge phytoscopica. Hamburg [1678] (Digitalisat) – herausgegeben von Johann Vaget (1633–1691).

### Moderne Ausgaben
- Gaby Hübner: Aus dem literarischen Nachlaß von Joachim Jungius. Edition der Tragödie Lucretia und der Schul- und Universitätsreden. Vandenhoeck & Ruprecht, Göttingen 1995, ISBN 3-525-86273-3.
- Christoph Meinel (Hrsg.): Joachim Jungius: Praelectiones Physicae. Historisch-kritische Edition. Vandenhoeck & Ruprecht, Göttingen 1982, ISBN 3-525-85572-9.
- Rudolf W. Meyer (Hrsg.): Joachimi Jungii Logica Hamburgensis. Augustin, Hamburg 1957 (kritische Ausgabe).
- Clemens Müller-Glauser (Hrsg.): Joachim Jungius: Disputationes Hamburgenses. Kritische Edition. Vandenhoeck & Ruprecht, Göttingen 1988, ISBN 3-525-86237-7.
- Wilhelm Risse (Hrsg.): Joachimi Jungii Logicae Hamburgensis additamenta. Vandenhoeck & Ruprecht, Göttingen 1977, ISBN 3-525-85555-9.
- Michael Friedman: On Joachim Jungius’ Texturæ Contemplatio. Texture, Weaving and Natural Philosophy in the 17th Century. Cham: Springer, 2023, ISBN  978-3-031-40880-9.

### Briefe
- Martin Rothkegel (Hrsg.): Der Briefwechsel des Joachim Jungius. Vandenhoeck & Ruprecht, Göttingen 2005, ISBN 978-3-525-86330-5.